# Dagana körzet
Dagana egyike Bhután 20 körzetének. A fővárosa Daga.

## Földrajz
Az ország déli részén található.

## Városok
- Daga

## Gewog-ok
| Dorona    | Lajab      |
| Drujegang | Tashiding  |
| Gesarling | Tsangkha   |
| Goshi     | Tsendagana |
| Kana      | Tseza      |
| Khebisa   |            |